# 列車に乗って
『JR九州プレゼンツ ★列車に乗って』（ジェイアールきゅうしゅうプレゼンツ れっしゃにのって）は、2012年4月1日から2016年3月27日まで九州をはじめとする西日本のJNN系列で放送されていた紀行番組。

## 内容
- RKBが制作幹事社（地元系列局も協力）。九州旅客鉄道（JR九州）の一社提供番組。
- 著名人が旅をするところは前番組の『味わいぶらり旅』と同じであるが、旅の行程等は本人がJR九州の駅等に設置してある旅行のパンフレットを見て決める（基本的に1泊2日）。そのため、ホームページでも「実践旅番組」と銘打っている。また、その旅の模様は旅した本人が自ら番組の公式ブログに更新していく。基本的に、一つの旅を数回に分けて放送した。
- 前番組同様、放送終了後に番組ホームページで動画配信を行っていた（ただし提供クレジット・CM等はカット）。
- ナレーションは茅野正昌（RKBアナウンサー）。
- 2016年3月27日をもって終了。これにより『九州が知りたい』以来続いたJR九州一社提供番組が終了した。

## 放送時間
- 毎週日曜 10:00 - 10:15（JST）

※九州以外の地域については後述

## ネット局

### レギュラー放送
| 放送地域   | 放送局             | 系列    | 放送期間                     | 放送日時                 | ネット状況          | 備考     |
| ---------- | ------------------ | ------- | ---------------------------- | ------------------------ | ------------------- | -------- |
| 福岡県     | RKB毎日放送（RKB） | TBS系列 | 2012年4月1日 - 2016年3月27日 | 日曜 10:00 - 10:15       | 同時ネット ※RKB基準 | 幹事局   |
| 長崎県     | 長崎放送（NBC）    | TBS系列 | 2012年4月1日 - 2016年3月27日 | 日曜 10:00 - 10:15       | 同時ネット ※RKB基準 |          |
| 熊本県     | 熊本放送（RKK）    | TBS系列 | 2012年4月1日 - 2016年3月27日 | 日曜 10:00 - 10:15       | 同時ネット ※RKB基準 | [ 注 2 ] |
| 大分県     | 大分放送（OBS）    | TBS系列 | 2012年4月1日 - 2016年3月27日 | 日曜 10:00 - 10:15       | 同時ネット ※RKB基準 |          |
| 宮崎県     | 宮崎放送（MRT）    | TBS系列 | 2012年4月1日 - 2016年3月27日 | 日曜 10:00 - 10:15       | 同時ネット ※RKB基準 |          |
| 鹿児島県   | 南日本放送（MBC）  | TBS系列 | 2012年4月1日 - 2016年3月27日 | 日曜 10:00 - 10:15       | 同時ネット ※RKB基準 | [ 注 3 ] |
| 中京広域圏 | CBCテレビ（CBC）   | TBS系列 | 2012年4月22日 - 不明         | 日曜 5:45 - 6:00         | 遅れネット          |          |
| 近畿広域圏 | 毎日放送（MBS）    | TBS系列 | 2012年5月20日 - 不明         | 第1・第2日曜 5:00 - 5:15 | 遅れネット          | [ 注 4 ] |

### 不定期放送
- 中国放送（RCC） - 2012年8月5日（日曜）深夜（日付の上では6日・月曜）2:00 - 2:20と8月19日（日曜）深夜（日付の上では20日・月曜）2:15 - 2:30に放送。
- 山陽放送（RSK）[注 5] - 2013年2月28日と3月6日の17:00 - 17:15に放送。
- 東北放送（TBC） - 2016年3月27日の16:45 - 17:00に放送（2016年2月14日の放送分）。2017年10月10日の16:05 - 16:20にも放送された（2015年10月11日の放送分）。

### ネット局に関する備考
- 九州6局ブロックネットにおいては、前番組の『味わいぶらり旅』と『窓をあけて九州』が2012年3月25日で終了、JR九州一社提供枠としては放送時間を入れ替え、同日から始まった新番組の『世界一の九州が始まる!』は10:15からの放送になった。
- CBC・MBSは、『味わいぶらり旅』から引き続き放送。このうち、MBSのみ第1土曜日は『MBSマンスリーリポート』のため休止。
- RKBは土曜早朝（5:30 - 5:45）に前回放送分の再放送を実施していた（但しローカルスポンサー）。
- RCCは先述の通り日曜深夜枠で数回放送した実績がある。
- TBCは楽天イーグルス戦の中継が早く終わったための穴埋めとして放送された。

## その他
- 琉球放送（RBC）[注 6]とテレビ山口（tys）[注 7]では、前番組同様、一切放送されない。ただし、琉球放送では、この番組の後に放送される『世界一の九州が始まる!』は一時期遅れネットされていた。